# Päng
Päng (auch Pängg geschrieben) war eine deutschsprachige Untergrund- und Alternativzeitschrift, erschienen von 1970 bis 1976 in der gegenkulturellen Szene, herausgegeben von Raymond Martin im UPN-Volksverlag Nürnberg.

## Geschichte
Die Jugendbewegungen der 1960er bis 1980er Jahre, bekannt unter den Bezeichnungen Gegenkultur, Alternativbewegung, Alternativszene, Subkultur und Gegengesellschaft, bestehend aus Hippies, Gammlern, Provos, Beatniks und Yippies, hatten ihre eigenen Zeitungen und Zeitschriften, die unter der Sammelbezeichnung Alternativpresse eine Gegenöffentlichkeit darstellten. „Die 1970er Jahre waren das Jahrzehnt der Alternativpresse linker Prägung, (…). Sie wurden geprägt durch die historische Erfahrung der 1960er, die von der Subkultur der Beat-Generation bis zu den Barrikaden von 1968 reichte“.
1971 erschien in der Zeitschrift Der Spiegel ein Artikel über die „Deutsche Jugendbewegung ’71“, in der auch unter anderem Raymond Martin und seine Kommune vorgestellt wurden. Auf der Titelseite war ein Foto von den Mitgliedern der Kommune abgebildet, was dieser und der Zeitschrift Päng größere Beachtung zukommen ließ.
Am 13. Dezember 1972 fand in Jobstgreuth eine Hausdurchsuchung bei der Landkommune UPN-Sippe von circa 20 Kriminalbeamten statt. „Einen richterlichen Hausdurchsuchungsbefehl hatte man keinen, brauchte ihn auch nicht, da die Gefahr im Vorzug schien“. Beschlagnahmt wurden Kundenkarteien, Geschäftsbriefe, persönliche Korrespondenz und die Kommunemitglieder mussten eine körperliche Untersuchung über sich ergehen lassen. Nach der Meinung von Martin war diese Hausdurchsuchung „für die deutsche Untergrundpresse und Kommunebewegung (…) ein warnendes Zeichen“, da die Alternativpresse und die verschiedenen Lebensgemeinschaften Anfang der 1970er Jahre im Aufbau begriffen und bei der Bevölkerung sowie staatlichen Behörden auf Unverständnis gestoßen waren.
„Pänggg ist das Geräusch, das beim Aufstoßen aller Türen entsteht“, meinte scherzhaft der Herausgeber. Die Themen waren unter anderem alternative Lebenspraxis, freie Sexualität, psychedelische Drogen, Selbsterfahrung, Bewusstseinserweiterung. Die meisten Artikel wurden von R. Martin selbst geschrieben und die Zeitschrift war der US-amerikanischen Yippie-Bewegung und den Hippies verbunden. Seit dem Winter 1971 lebte Martin mit seiner Kommune im mittelfränkischen Ort Kucha, wo sie das Obergeschoss „einer Zwergschule“ für 300 D-Mark im Monat bewohnten. Das Zentralorgan der revolutionären Jugend, so der Untertitel, mit einer Auflage von zwischen 1000 und 6000 Exemplaren wurde 1976 eingestellt. Danach versuchte der Herausgeber einen erneuten Start, um die Zeitschrift an Kiosken bundesweit zu verkaufen, mit einer Auflage von 50.000. Der Versuch scheiterte. Die Lebensweise der Kommunarden und der Erlebnisprozess sollte in Päng widergespiegelt werden. Eine Gemeinschaftsausgabe, Päng Nr. 8/9, erschien mit der Zeitschrift Germania von Bernd Brummbär.
Nach Aussage von Martin erschien Päng schon 1968 mit 1000 Exemplaren, die in Hippieläden und im Straßenverkauf abgesetzt wurden. Die beste Zeitung der Welt (weiterer Untertitel), verlegt im UPN-Volksverlag (UPN, Abkürzung für Undefinierbare Produkte aus Nürnberg) war „die erste deutsche Alternativzeitschrift“ (R. Martin). Nach Udo Pasterny erschien Päng ab 1970. Im Info Nr. 10 (später Ulcus Molle Info genannt von Josef Wintjes) wird die Zeitschrift zum ersten Mal 1970 erwähnt, ebenso im Archiv für Alternativkultur. Das Gründungsdatum ist nicht genau festzulegen.
Bereits 1966 erschien die Zeitschrift Peng in Nürnberg und Darmstadt, herausgegeben von Detlev Altemeyer, die der Provo-Bewegung nahestand und ähnlich den Yippies agierte. 1967 erschien PoPoPo (Politik, Pornografie, Pop) im Verlag Kinder der Geburtstagspresse in Köln. Des Weiteren Der Metzger von Helmut Loeven, Hotcha von Urban Gwerder 1968 sowie 1969 die Hippiezeitschrift Love. Diese Publikationen widmeten sich ebenfalls den Themen, die später auch Päng publizierte.